# سیارک ۷۱۱۹

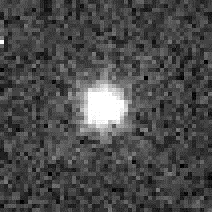
تصویر تلسکوپ فضایی هابل از تروجان مشتری، 7119 Hiera، گرفته شده در 8 فوریه 2013

سیارک ۷۱۱۹ (به انگلیسی: 7119 Hiera، نامگذاری:1989AV2) هفت هزار و صد و نوزدهمین سیارک کشف شده‌است که در ۱۱ ژانویه ۱۹۸۹ کشف شد.
قدر مطلق سیارک برابر ۹٫۸۰ است.